# Маляйкат, Войцех
Войцех Кароль Маляйкат (пол. Wojciech Karol Malajkat; род. 16 января 1963 года, Мронгово, Польша) — польский актёр, театральный режиссёр и педагог.

## Биография
В 1986 году Войцех Малайкат окончил Киношколу в Лодзи. С того же года начал выступать в Театре-Студио и Национальном театре в Варшаве. 22 августа 2005 года по поручению президента Польши Войцех Маляйкат был награждён за достижения в художественной деятельности «Крестом Заслуги». С января 2009 года является директором и художественным руководителем театра «Сирена». Является профессором в Театральной академии имени Александра Зельверовича в Варшаве. Наиболее популярные его фильмы — это «Чёрные ступни», «Огнём и мечом» и «Письма к М.».
С 1 сентября 2016 года является ректором Театральной академии имени Александра Зельверовича в Варшаве.
Кроме родного польского, владеет русским и английским языками. 
Женат, жену зовут Катаржина, двое усыновленных детей: Михалина и Кацпер.

## Фильмография
| Год  | Название                                    | Персонаж                                                                               |
| ---- | ------------------------------------------- | -------------------------------------------------------------------------------------- |
| 1985 | Żuraw i czapla                              | коллега Каси                                                                           |
| 1986 | Pogrzeb lwa                                 | Генри                                                                                  |
| 1986 | Чёрные ступни                               | Анджей Врубель                                                                         |
| 1986 | ЭСД: Экспериментальный сигнал добра         | Кшиштоф                                                                                |
| 1987 | O rany, nic się nie stało!!!                | Яцек                                                                                   |
| 1987 | Zad wielkiego wieloryba                     | Роберт                                                                                 |
| 1987 | Cesarskie cięcie                            | Марек Сыкут                                                                            |
| 1988 | Serenite                                    | Витольд в молодости                                                                    |
| 1989 | Искусство любви                             | актёр в театре                                                                         |
| 1989 | Состояние страха                            | Ян Малецкий                                                                            |
| 1989 | Odbicia (сериал)                            | Томек                                                                                  |
| 1989 | Дежа вю                                     | немецкий велосипедист                                                                  |
| 1990 | Скажи мне, Рокфеллер!                       | Людвик Прайски, учитель химии                                                          |
| 1990 | Zabić na końcu                              | Швагер/Швагровский                                                                     |
| 1991 | Барышни и вдовы (сериал)                    | Герберт                                                                                |
| 1991 | Очень важная персона                        | Роман Наторски                                                                         |
| 1992 | Прекрасная незнакомка                       | поручик Никита Андреевич Обозов                                                        |
| 1993 | Охотник: Последняя схватка                  | Ян, отец Яника                                                                         |
| 1993 | Паучихи                                     | Анджей                                                                                 |
| 1994 | Bank nie z tej ziemi                        | Годек                                                                                  |
| 1995 | Страстная неделя                            | Ян Малецкий                                                                            |
| 1995 | Сабля коменданта                            | Ян                                                                                     |
| 1996 | Бар «Атлантик»                              | поэт Милениуш Скорек                                                                   |
| 1999 | Огнём и мечом                               | Жендзян                                                                                |
| 1999 | На добро и на зло (сериал)                  | Игорь (2000)                                                                           |
| 2000 | Klasa na obcasach                           | Клеменс                                                                                |
| 2000 | Бандитский Петербург: Адвокат (мини-сериал) | Марек Зелиньский, следователь польской прокуратуры, однокурсник и друг Сергея Челищева |
| 2003 | Ненасытность                                | рассказчик/полковник Михал Венборек                                                    |
| 2003 | Королева туч                                | Пётр                                                                                   |
| 2003 | Sprawa na dziś (мини-сериал)                | учитель Яблоновский                                                                    |
| 2004 | Пансионат под розой (сериал)                | Веслав Роса                                                                            |
| 2006 | Сатана из 7 класса                          | профессор Гонсовски                                                                    |
| 2006 | Сатана в седьмом классе (мини-сериал)       | профессор Гонсовски                                                                    |
| 2006 | Любовь в подземном переходе                 | Богдан «Моцарт»                                                                        |
| 2010 | Новичок (сериал)                            | Кузняр                                                                                 |
| 2011 | Письма к М.                                 | Войцех                                                                                 |
| 2012 | Правосудие Агаты (сериал)                   | Павел Фабиански (2014)                                                                 |
| 2014 | Гражданин                                   | Липский                                                                                |

## Режиссёр
| Год  | Название                                                  | Фильм     | Театральная постановка |
| ---- | --------------------------------------------------------- | --------- | ---------------------- |
| 2007 | Wolny jeździec                                            | зелёная ✓ |                        |
| 2007 | Chłopiec z gwiazd (в Театре «Dzieci Zagłębia» в Бендзине) |           | зелёная ✓              |
| 2007 | Hipnoza (в Театре «Bajka» в Варшаве)                      |           | зелёная ✓              |
| 2008 | Pajęcza sieć (в Театре «Syrena» в Варшаве)                |           | зелёная ✓              |
| 2015 | Plotka (в Театр им. Александра Севрука в Эльблонге)       |           | зелёная ✓              |